# 티베트 국민민주당
티베트 국민민주당(티베트어: བོད་ཀྱི་རྒྱལ་ཡོངས་རྒྱལ་ཡོངས་མང་གཙོ་ཚོགས་པ།)은 티베트 망명정부의 정당 중 하나로, 가장 유력정당이다. 현재 티베트 망명의회에서 43석 중 18석을 차지한 여당이다.
1990년 달라이 라마 14세가 티베트 청년회의에서 그 계획의 맹아를 마련하고 1994년 9월 2일 창당되었다. 2011년 인민당이 창당되기 전까지 꽤 오랫동안 유일당이었다.

## 같이 보기
- 티베트 공산당